# Morti nel 1986/Febbraio
| Questa pagina contiene informazioni ricavate automaticamente dalle voci biografiche con l'ausilio del template Bio e di un bot. L'aggiornamento è periodico e automatico e ricostruisce completamente la pagina. Se manca una persona in questa lista, sei pregato di non aggiungerla, ma accertati piuttosto che la sua voce biografica contenga il template Bio e che i dati anagrafici siano correttamente compilati. Se il template Bio manca, inseriscilo tu stesso o, in alternativa, metti l'avviso {{tmp\|Bio}} che ne segnala la mancanza. Se i dati riportati sono sbagliati, correggi direttamente la voce biografica; le modifiche saranno visibili in questa lista entro pochi giorni. Per chiarimenti vedi il progetto biografie. La lista contiene solo le 97 persone che sono citate nell'enciclopedia e per le quali è stato implementato correttamente il template Bio. Pagina aggiornata al 3 mar 2024. |

- 1º febbraio - Dick James, editore musicale britannico (n. 1920)
- 1º febbraio - Alva Myrdal, diplomatica, politica e scrittrice svedese (n. 1902)
- 1º febbraio - Lambert Redd, lunghista statunitense (n. 1908)
- 1º febbraio - Ida Rhodes, matematica russa (n. 1900)
- 2 febbraio - Nils Alwall, inventore e medico svedese (n. 1904)
- 2 febbraio - Gino Hernandez, wrestler statunitense (n. 1957)
- 3 febbraio - Umberto Luciano Altomare, vescovo cattolico italiano (n. 1914)
- 3 febbraio - Art Chapman, cestista canadese (n. 1912)
- 3 febbraio - Luther Harris, cestista statunitense (n. 1923)
- 3 febbraio - Alfred Vohrer, regista, sceneggiatore e attore tedesco (n. 1914)
- 4 febbraio - Margit Elek, schermitrice ungherese (n. 1910)
- 5 febbraio - Luigi Bazzi, progettista italiano (n. 1892)
- 5 febbraio - René Joffroy, archeologo francese (n. 1915)
- 6 febbraio - Carlo Francavilla, politico e giornalista italiano (n. 1916)
- 6 febbraio - Irene Genna, attrice italiana (n. 1931)
- 6 febbraio - Sergio Iesi, schermidore italiano (n. 1912)
- 6 febbraio - Ray Moyer, scenografo statunitense (n. 1898)
- 6 febbraio - Marty Reiter, cestista statunitense (n. 1911)
- 7 febbraio - Cheikh Anta Diop, storico e antropologo senegalese (n. 1923)
- 7 febbraio - Dick Southwood, canottiere britannico (n. 1906)
- 7 febbraio - Minoru Yamasaki, architetto statunitense (n. 1912)
- 9 febbraio - Luigi Cabrini, calciatore e giornalista italiano (n. 1906)
- 9 febbraio - Leonora Kaminskaitė, canottiera lituana (n. 1951)
- 9 febbraio - Tauno Kovanen, lottatore finlandese (n. 1917)
- 9 febbraio - Francesco Monaco, vescovo cattolico italiano (n. 1898)
- 9 febbraio - Ben Nye, truccatore statunitense (n. 1907)
- 10 febbraio - Brian Aherne, attore e scrittore inglese (n. 1902)
- 10 febbraio - Paolo Cavallina, giornalista e scrittore italiano (n. 1916)
- 10 febbraio - Lando Conti, politico italiano (n. 1933)
- 10 febbraio - Angiolo Del Lungo, giornalista italiano (n. 1900)
- 10 febbraio - Jon Snersrud, combinatista nordico e saltatore con gli sci norvegese (n. 1902)
- 11 febbraio - Arsénio Duarte, calciatore portoghese (n. 1925)
- 11 febbraio - Roberta Giusti, annunciatrice televisiva e conduttrice televisiva italiana (n. 1944)
- 11 febbraio - Pauline Polaire, attrice italiana (n. 1904)
- 11 febbraio - Frank Herbert, scrittore di fantascienza statunitense (n. 1920)
- 13 febbraio - Mike Danzi, chitarrista statunitense (n. 1898)
- 13 febbraio - Luigi De Manincor, velista italiano (n. 1910)
- 14 febbraio - Francisco Ferreira, calciatore portoghese (n. 1919)
- 14 febbraio - Giovambattista Grimaldi, politico italiano (n. 1923)
- 14 febbraio - Edmund Rubbra, compositore britannico (n. 1901)
- 15 febbraio - Galliano Masini, tenore italiano (n. 1896)
- 16 febbraio - Howard Da Silva, attore statunitense (n. 1909)
- 16 febbraio - Joseph Duell, danzatore e coreografo statunitense (n. 1956)
- 16 febbraio - Luigi Pedrollo, presbitero italiano (n. 1888)
- 17 febbraio - Jiddu Krishnamurti, filosofo apolide (n. 1895)
- 17 febbraio - Wanda Rewska Colacino, artista polacca (n. 1907)
- 17 febbraio - Red Ruffing, giocatore di baseball statunitense (n. 1905)
- 17 febbraio - Paul Stewart, attore e regista statunitense (n. 1908)
- 17 febbraio - Emil Vodder, fisioterapista danese (n. 1896)
- 18 febbraio - Nelson Cavaquinho, cantante e compositore brasiliano (n. 1911)
- 18 febbraio - Vilmos Kohut, calciatore e allenatore di calcio ungherese (n. 1906)
- 18 febbraio - Pietro Sforzin, calciatore italiano (n. 1919)
- 18 febbraio - Václav Smetáček, oboista e direttore d'orchestra ceco (n. 1906)
- 19 febbraio - Bill Anderson, allenatore di calcio e calciatore inglese (n. 1913)
- 19 febbraio - Adolfo Celi, attore, regista e sceneggiatore italiano (n. 1922)
- 19 febbraio - André Leroi-Gourhan, etnologo, archeologo e antropologo francese (n. 1911)
- 19 febbraio - Francisco Paulo Mignone, compositore, pianista e direttore d'orchestra brasiliano (n. 1897)
- 19 febbraio - Barry Seal, criminale e aviatore statunitense (n. 1939)
- 19 febbraio - Dorothea Wieck, attrice tedesca (n. 1908)
- 20 febbraio - Emanuele Caniggia, architetto italiano (n. 1891)
- 20 febbraio - Arne Linderholm, calciatore svedese (n. 1916)
- 20 febbraio - Salvador Mota, calciatore messicano (n. 1922)
- 20 febbraio - Bert Schneider, pugile canadese (n. 1897)
- 21 febbraio - Victor Canning, scrittore britannico (n. 1911)
- 21 febbraio - Umberto Di Falco, calciatore italiano (n. 1914)
- 21 febbraio - Albert Ernst, militare tedesco (n. 1912)
- 21 febbraio - Shigechiyo Izumi, centenario giapponese
- 21 febbraio - Edvardas Mikučiauskas, calciatore lituano (n. 1901)
- 21 febbraio - Mart Stam, architetto, urbanista e designer olandese (n. 1899)
- 22 febbraio - Tom Bradshaw, calciatore scozzese (n. 1904)
- 22 febbraio - Eraldo Gastone, partigiano e politico italiano (n. 1913)
- 22 febbraio - Giuseppe Macedonio, ceramista, scultore e pittore italiano (n. 1906)
- 23 febbraio - Andoni Elizondo, calciatore e allenatore di calcio spagnolo (n. 1932)
- 23 febbraio - Ernst Neufert, architetto tedesco (n. 1900)
- 23 febbraio - Boris Abramovič Sluckij, poeta sovietico (n. 1919)
- 23 febbraio - Nino Taranto, attore, comico e cantante italiano (n. 1907)
- 24 febbraio - Rukmini Devi, danzatrice e politica indiana (n. 1904)
- 24 febbraio - Tommy Douglas, politico canadese (n. 1904)
- 25 febbraio - Pasquale Festa Campanile, regista, sceneggiatore e scrittore italiano (n. 1927)
- 25 febbraio - Henriette Grindat, fotografa svizzera (n. 1923)
- 25 febbraio - Ettore Viola, militare e politico italiano (n. 1894)
- 26 febbraio - Georgette Berger, modella belga (n. 1901)
- 26 febbraio - Aida Ivanovna Manasarova, regista sovietico (n. 1925)
- 26 febbraio - Bruno Sereni, giornalista, scrittore e antifascista italiano (n. 1905)
- 27 febbraio - Gholam-Hossein Banan, musicista iraniano (n. 1911)
- 27 febbraio - Gedeon Barcza, scacchista ungherese (n. 1911)
- 27 febbraio - Albert Beasley, calciatore inglese (n. 1913)
- 27 febbraio - Eugene Forde, regista statunitense (n. 1898)
- 27 febbraio - Arnaldo Ortelli, calciatore svizzero (n. 1913)
- 27 febbraio - Jacques Plante, hockeista su ghiaccio canadese (n. 1929)
- 28 febbraio - Robbie Basho, cantautore e chitarrista statunitense (n. 1940)
- 28 febbraio - Michel Brusseaux, calciatore e allenatore di calcio francese (n. 1913)
- 28 febbraio - William Dollar, ballerino, coreografo e insegnante statunitense (n. 1907)
- 28 febbraio - Laura Z. Hobson, scrittrice statunitense (n. 1900)
- 28 febbraio - David J. Impastato, neurologo e psichiatra italiano (n. 1903)
- 28 febbraio - Kenneth MacCorquodale, psicologo statunitense (n. 1919)
- 28 febbraio - Olof Palme, politico svedese (n. 1927)